# Tamiasciurus douglasii
Lo scoiattolo di Douglas (Tamiasciurus douglasii Bachman, 1839) è una specie di scoiattolo arboricolo del genere Tamiasciurus originaria delle regioni nordamericane affacciate sul Pacifico. È conosciuto anche come chickaree o scoiattolo dei pini, ma dal momento che con il nome chickaree viene indicato anche lo scoiattolo rosso e con il nome scoiattolo dei pini tutte le specie del genere Tamiasciurus, questi nomi alternativi vengono spesso evitati. I nativi americani della valle del Kings River lo chiamavano Pillillooeet, imitando il suo caratteristico richiamo d'allarme.

## Tassonomia
Attualmente, gli studiosi riconoscono due sottospecie di scoiattolo di Douglas:
- T. d. douglasii Bachman, 1838 (regioni occidentali dello stato di Washington, Oregon e California);
- T. d. mollipilosus Audubon e Bachman, 1841 (regioni centrali dello stato di Washington e Columbia Britannica sud-occidentale).

## Descrizione
Riferendosi allo scoiattolo di Douglas, John Muir scrisse che esso è «di gran lunga il più interessante e importante Sciuride della California». È un piccolo e vivace scoiattolo arboricolo dalla coda folta, incantevole da vedere. Gli adulti misurano circa 33 cm di lunghezza (compresa la coda, lunga circa 13 cm) e pesano 150-300 g. Il suo aspetto varia a seconda delle stagioni. In estate, la regione dorsale è di colore grigiastro o perfino marrone-verdastro, e il petto e il ventre sono di colore arancione chiaro, mentre le zampe e i piedi sono marroni. In inverno, il mantello assume toni più marroncini e le regioni dorsali divengono grigie; inoltre, i ciuffi di pelo sulle orecchie si fanno più folti. Così come molti altri scoiattoli, anche quello di Douglas presenta un anello oculare bianco.

## Distribuzione e habitat
Gli scoiattoli di Douglas vivono nelle foreste di conifere, dai monti della Sierra Nevada in California, a sud, alle regioni costiere della Columbia Britannica e dell'Alaska sud-orientale, a nord. Prediligono le foreste primarie o quelle secondarie ormai mature, e alcuni studiosi ritengono che essi giochino un ruolo importante nel proprio ecosistema. Sono attivi di giorno, durante ogni periodo dell'anno, e spesso squittiscono rumorosamente contro gli intrusi. Nelle nottate estive, dormono in nidi di forma sferica che essi stessi costruiscono sugli alberi, ma in inverno utilizzano come riparo le cavità degli alberi. Sono animali territoriali; in inverno, ogni scoiattolo occupa un territorio di circa 10.000 m², ma durante la stagione degli amori le coppie riproduttrici difendono insieme un unico territorio. I gruppi di scoiattoli che spesso si vedono durante l'estate sono probabilmente esemplari giovani appartenenti a una stessa nidiata.

## Biologia

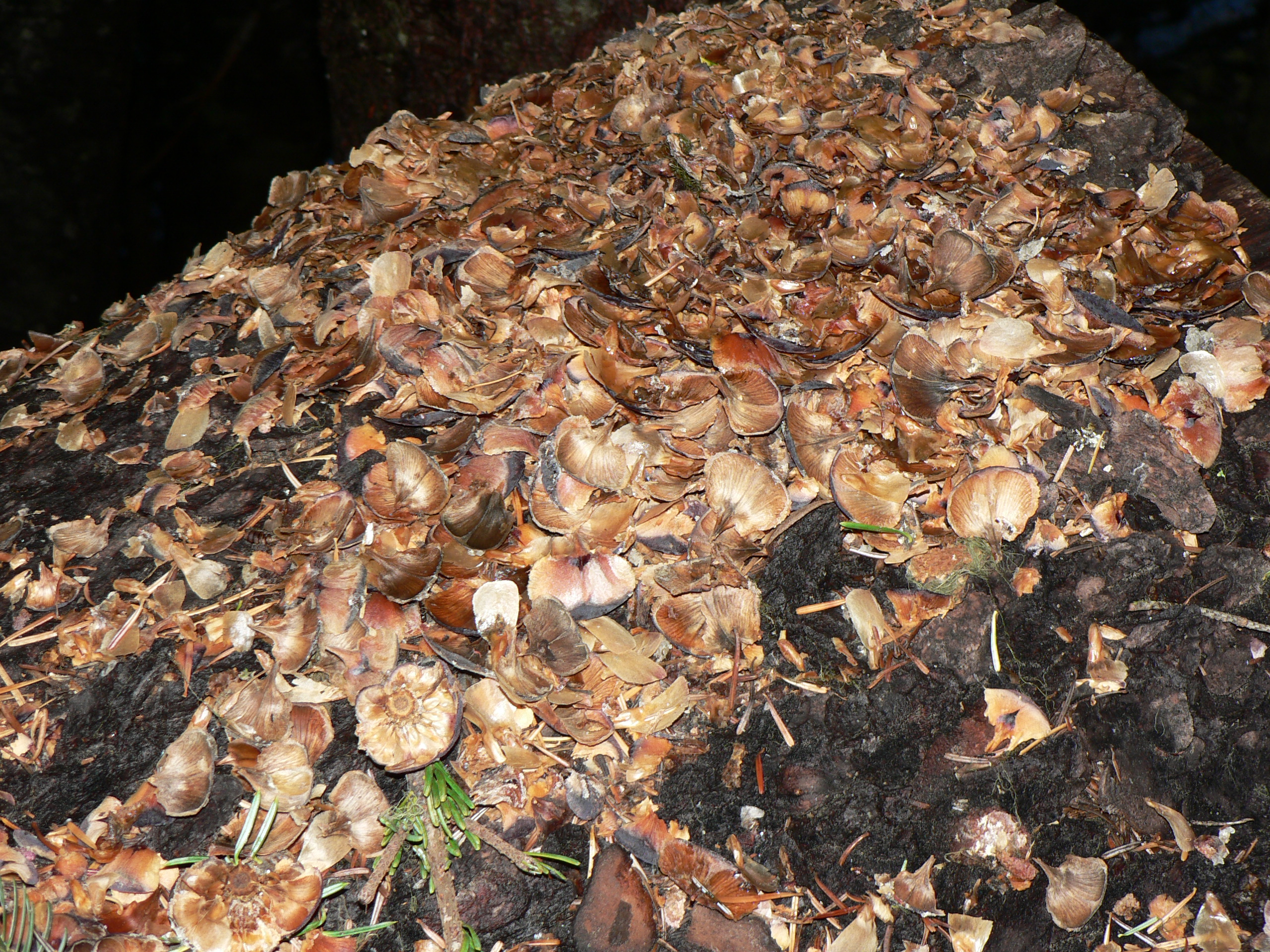
«Tumulo» di pigne di abete argentato.

Gli scoiattoli di Douglas si nutrono soprattutto di semi di conifere come l'abete di Douglas, il peccio di Sitka e il pino lodgepole, ma mangiano anche ghiande, bacche, funghi, uova di uccelli come la parula gialla (Dendroica petechia), e alcuni frutti, comprese fragole e prugne. Diversamente da molte altre specie di scoiattoli arboricoli, sono privi di tasche guanciali nelle quali trasportare il cibo. Immagazzinano scorte alimentari, e durante l'autunno seppelliscono pigne di pino (che staccano dagli alberi quando sono ancora verdi). Spesso tolgono le scaglie delle pigne per raggiungere i semi in uno stesso luogo, chiamato tumulo. Le scaglie scartate si possono accumulare negli anni, formando pile larghe più di un metro, dal momento che lo stesso sito viene utilizzato da generazioni di scoiattoli. Tra i loro predatori vi sono martore americane, linci rosse, gatti domestici, astori comuni e gufi.
L'accoppiamento avviene a partire dal mese di febbraio. La gestazione dura circa quattro settimane, e i piccoli (ciechi e privi di pelo alla nascita) vengono svezzati a circa otto settimane di vita. Le nidiate possono comprendere fino a sei piccoli, ma generalmente sono costituite da quattro individui. Nelle regioni meridionali e meno elevate dell'areale le femmine danno alla luce due nidiate all'anno.

## Conservazione
Sebbene gli scoiattoli di Douglas si abituino rapidamente alla presenza umana, gli uomini possono costituire per loro una minaccia, dato che raccolgono le pigne per ricavare semi impiegati nella silvicoltura ed abbattono le foreste primarie. Tuttavia, il numero degli scoiattoli non sembra essere diminuito con lo sfruttamento commerciale delle foreste. La IUCN inserisce T. douglasii tra le specie a basso rischio.